# Donneria sudzukii
Donneria sudzukii is een raderdiertjessoort uit de familie Dicranophoridae. De wetenschappelijke naam van deze soort is voor het eerst geldig gepubliceerd in 1968 door Donner.